# Arsinoe II
Arsinoe II, född 316, död 270 f.Kr., var drottning av Thrakien genom giftermål, och senare drottning i ptolemeiska riket som gift  med sin bror Ptolemaios II.

## Biografi
Äldsta barn till Ptolemaios I och Berenike I. 

### Drottning av Thrakien
Arsinoë blev år 299 f.Kr. bortgift med kung Lysimachos av Thrakien, som 287 också blev kung av Makedonien. Arsinoë hade stort inflytande över honom; 285 f.Kr. gav han henne städerna Herakleia Pontike, Kassandreia och Efesos att regera över, 284 f.Kr. övertalade hon honom att sluta förbund med hennes bror Ptolemaios II av Egypten genom att ge honom sin dotter i andra giftet, hennes styvdotter Arsinoe I, till fru, och 283 f.Kr. att avrätta sin son i första giftet, hennes styvson Agathokles, och göra hennes tre söner till arvingar i stället. 
Då Lysimachos stupade år 281 f.Kr. flyttade hon till Kassandreia, och då hennes halvbror prins Ptolemaios Keraunos erövrade tronen gifte hon sig med honom. Hon hoppades att han skulle utnämna hennes söner till tronarvingar, men han lät i stället mörda de två yngsta. Då han dog 279 f.Kr. kämpade hon i tronstriderna för att få sin återstående son erkänd som kung i det kaotiska interregnum som då rådde, men måste ge upp då Antigonos Gonatas år 277 f.Kr. utropades till kung.

### Drottning av Egypten
Hon återvände då till Egypten, störtade sin styvdotter och svägerska Arsinoë I, gifte sig med sin helbror Ptolemaios II och kröntes till hans medregent Arsinoe II. Äktenskap mellan helsyskon var för grekerna något fruktansvärt, medan det i Egypten varit en uråldrig tradition för faraonerna som nu återupplivades; hennes bror försvarade det i utlandet med att jämföra det med äktenskapet mellan guden Zeus och gudinnan Hera, gudarnas kungapar, som också varit syskon, och lät utnämna både sig och sin syster till ”Syskonälskande gudar”. 
Deras återstående regering blev framgångsrik och blomstrande; syskonen var intresserade av kultur och vetenskap och fullbordade Alexandrias universitet och bibliotek, som blev det största i världen och intellektuellt centrum för filosofer och vetenskapsmän. Arsinoe tog del i alla sin brors beslut och åstadkom genom sin diplomatförmåga gynnsamma fredsvillkor i syriska kriget 271 f.Kr.. När hon dog lät brodern uppför ett tempel till hennes ära och gifte inte om sig. Bland grekerna har hon betraktats med avsky, men hos egyptierna var hon älskad långt efter sin död och blev faktiskt tillbedd som en gudinna.

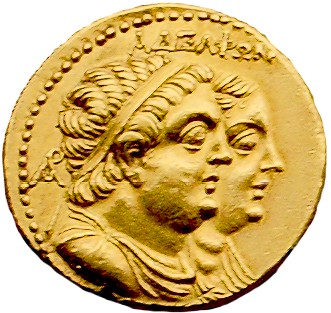
Mynt med bild av Ptolemaios II och Arsinoe II.